# Nesebyr
Nesebyr (bułg. Несебър Nesebǎr) – miasto w Bułgarii, w obwodzie Burgas i siedziba gminy Nesebyr, położone na niewielkim półwyspie na wybrzeżu Morza Czarnego, 14 157 mieszkańców.
Miasto jest rezerwatem architektonicznym i archeologicznym od 1956, a od 1983 zabytki kultury w mieście zostały wpisane na listę światowego dziedzictwa kultury UNESCO.

## Nazwa
Osada była znana w języku greckim jako Mesembria (Μεσημβρία), czasami wspominana jako Mesambria lub Melsembria, ta ostatnia oznaczająca miasto Melsasa. Według jednej z rekonstrukcji nazwa może pochodzić od trackiego Melsambria. Niemniej jednak trackie pochodzenie tej nazwy wydaje się wątpliwe. Co więcej, tradycja dotycząca Melsasa jako założyciela miasta jest niepewna i należy do cyklu legend etymologicznych obficie występujących wśród greckich miast. Wydaje się również, że historia Melsasa była późniejszą rekonstrukcją z okresu hellenistycznego, kiedy Mesembria była ważnym nadbrzeżnym miastem.
Przed 1934 rokiem powszechna bułgarska nazwa miasta brzmiała Месемврия, Mesemvriya. Została zastąpiona obecną nazwą, która była wcześniej używana w dialekcie erkeckim mówionym w pobliżu Nesebaru. Obie formy pochodzą od greckiej Mesembria.

## Historia

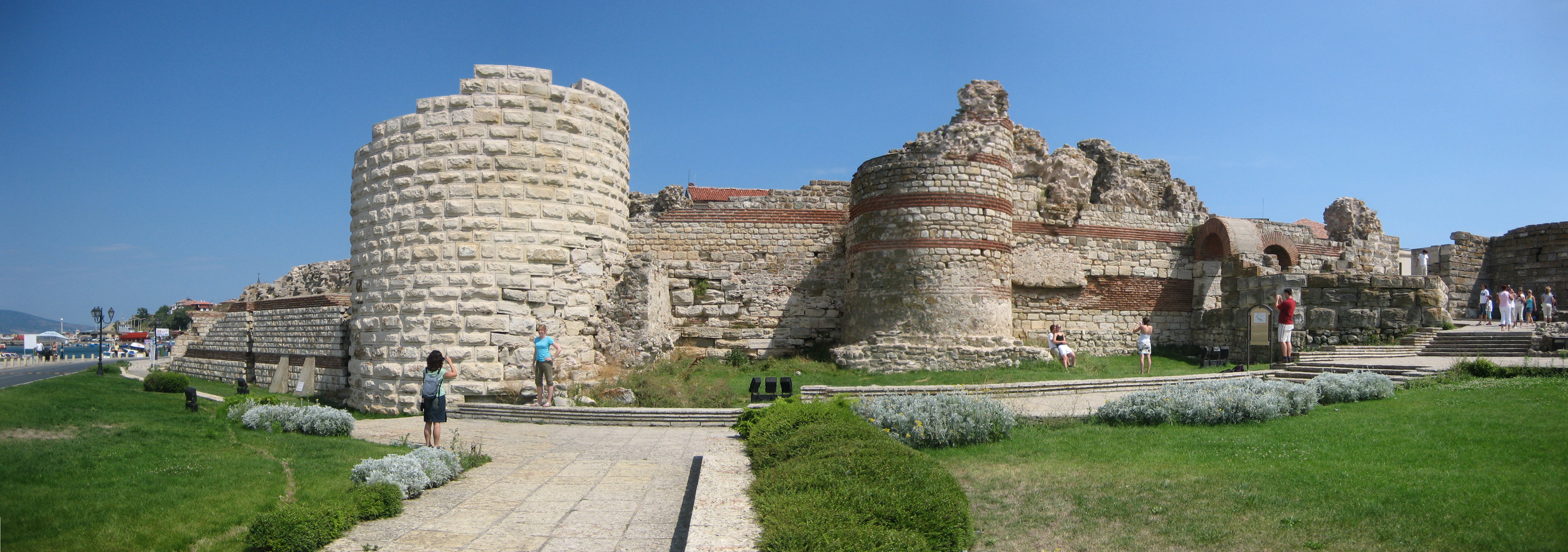
Umocnienia przy wejściu do Nesebyru

Bułgarska archeolog Luba Ognenowa-Marinowa przeprowadziła sześć podwodnych ekspedycji archeologicznych dla Bułgarskiej Akademii Nauk (BAN) w latach 1961–1972 w wodach wzdłuż bułgarskiego wybrzeża Morza Czarnego. Jej praca doprowadziła do zidentyfikowania pięciu chronologicznych okresów urbanizacji na półwyspie otaczającym Nesebyr aż do końca II tysiąclecia p.n.e., obejmujących tracką protopolię, grecką kolonię Mesambria, wioskę pod panowaniem rzymskim do wczesnej ery chrześcijańskiej, średniowieczną osadę oraz renesansowe miasto, znane jako Mesembria lub Nesebyr.
W latach 80. XX wieku przeprowadzono prace inżynieryjne wokół linii brzegowej półwyspu w celu zachowania wybrzeża (i jego historycznego znaczenia) oraz wzmocnienia obszaru jako portu.

### Starożytność
Początkowo była to osada tracka, znana jako Mesembria, która stała się grecką kolonią po zasiedleniu przez Dorian z Megary na początku VI wieku p.n.e., wówczas znaną jako Mesambria. Od tego czasu była ważnym ośrodkiem handlowym i rywalem Apollonii (Sozopol). Pozostała jedyną kolonią dorycką wzdłuż wybrzeża Morza Czarnego, podczas gdy pozostałe były typowo jońskie. W latach 425–424 p.n.e. miasto przystąpiło do Związku Delijskiego pod przewodnictwem Aten.
Zachowane pozostałości pochodzą głównie z okresu hellenistycznego i obejmują akropol, świątynię Apolla oraz agorę. Na północnej stronie półwyspu wciąż można zobaczyć fragment muru będącego częścią trackich fortyfikacji.
Monety brązowe i srebrne bito w Mesambrii od V wieku p.n.e., a złote monety od III wieku p.n.e. Miasto znalazło się pod panowaniem rzymskim w 71 p.n.e., lecz nadal cieszyło się pewnymi przywilejami, takimi jak prawo do bicia własnej monety.

### Okres średniowieczny

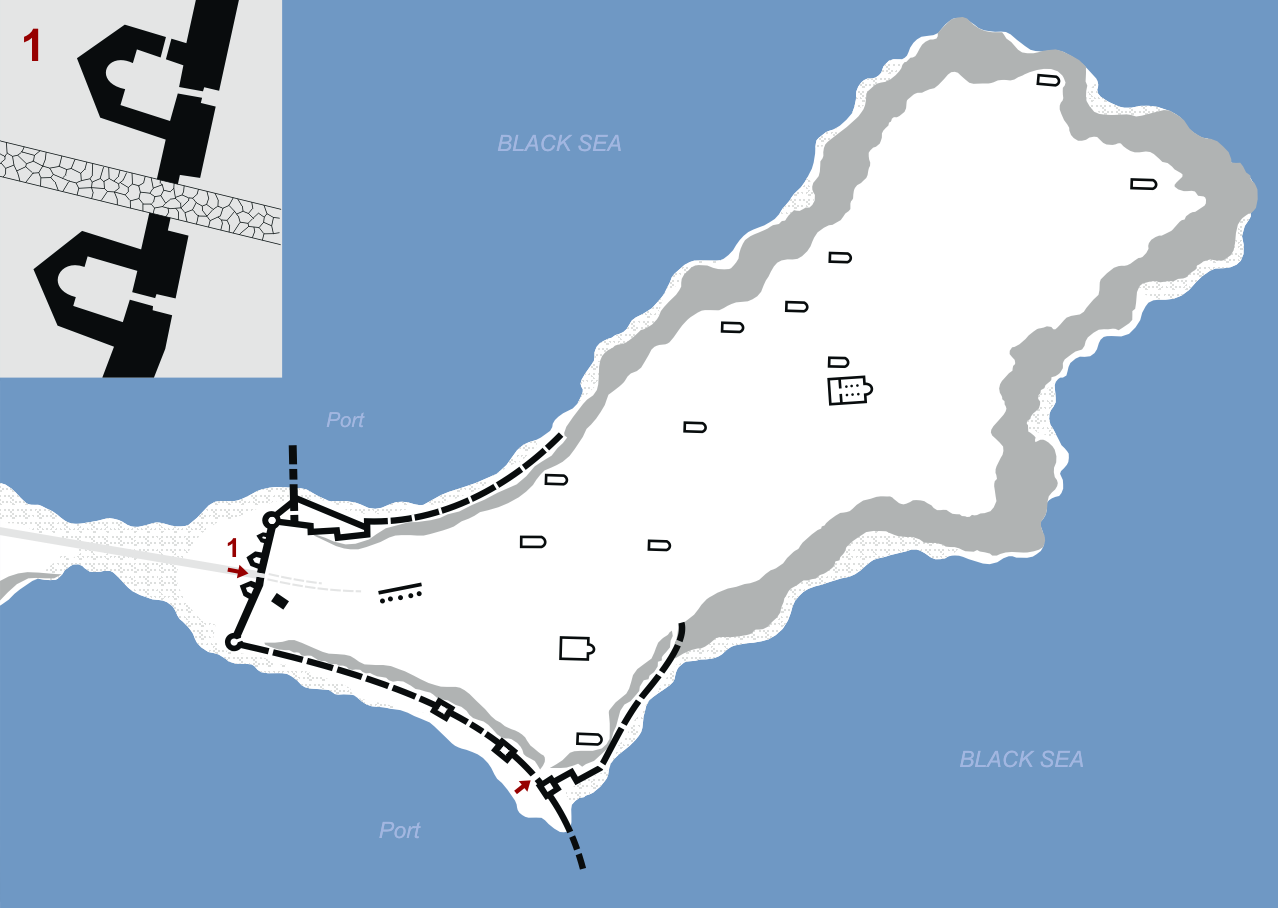
Plan fortyfikacji Mesambrii

Od V wieku n.e. było to jedno z najważniejszych umocnień Cesarstwa Bizantyńskiego i przedmiot konfliktów między Bizantyńczykami a Bułgarami. Zdobyte i włączone do ziem Pierwszego Carstwa Bułgarskiego w 812 roku przez chana Kruma po dwutygodniowym oblężeniu, zostało zwrócone Bizancjum przez Kniaźa Borysa I w 864 roku, by następnie zostać odzyskane przez jego syna, cara Symeona Wielkiego. W czasach Drugiego Carstwa Bułgarskiego miasto również było przedmiotem sporu między Bułgarią a Bizancjum i cieszyło się szczególnym dobrobytem za panowania cara Iwana Aleksandra (1331–1371), aż do zdobycia go przez krzyżowców pod wodzą Amadeusza VI Sabaudzkiego w 1366 roku. Bułgarska forma nazwy, Nesebyr lub Mesebyr, jest poświadczona od XI wieku.
Do zabytków z okresu średniowiecza należą pochodzące z V–VI wieku Stara Mitropolia (stara siedziba biskupia; także znana jako cerkiew św. Zofii), bazylika bez transeptu; pochodząca z VI wieku cerkiew Bogurodzicy; oraz pochodząca z XI wieku Nova Mitropolia (nowa siedziba biskupia; także znana jako cerkiew św. Szczepana), która była upiększana aż do XVIII wieku. W XIII i XIV wieku powstała niezwykła seria cerkwi: św. Teodora, św. Paraskiewy, św. Michała i św. Gabriela oraz św. Jana Aliturgetos.
Miasto zostało zdobyte przez Osmanów podczas wojen bułgarsko-osmańskich, ale następnie zwrócone Cesarstwu Bizantyńskiemu na mocy traktatu z Gallipoli z 1403 roku.

### Okres panowania osmańskiego
Zdobycie miasta przez Imperium Osmańskie w 1453 roku zapoczątkowało jego upadek, jednak jego dziedzictwo architektoniczne pozostało, a w XIX wieku wzbogaciło się o drewniane domy w stylu typowym dla bułgarskiego wybrzeża Morza Czarnego z tego okresu. Na początku XIX wieku wielu mieszkańców przyłączyło się do greckiej organizacji patriotycznej Filiki Eteria, a po wybuchu greckiej wojny o niepodległość (1821) część młodzieży z miasta brała udział w walce pod dowództwem Aleksandrosa Ipsilantisa.
Nesebyr (Misivri) był centrum kazy w İslimye (Sliwen) sandżaku w prowincji Edirne przed 1878 rokiem.

### Trzecie państwo bułgarskie
Po wyzwoleniu Bułgarii spod panowania osmańskiego w 1879 roku, Nesebyr stał się częścią autonomicznej osmańskiej prowincji Rumelia Wschodnia w departamencie Burgaz aż do zjednoczenia z Księstwem Bułgarii w 1885 roku.
Pod koniec XIX wieku Nesebyr był małym miastem greckich rybaków i winiarzy. Około 1900 roku liczył ok. 1900 mieszkańców, z czego 89% stanowili Grecy, jednak pozostawał stosunkowo wyludniony. Od początku XX wieku zaczęło się rozwijać jako ważny bułgarski kurort nadmorski. Po 1925 roku wybudowano nową część miasta, a historyczne Stare Miasto zostało odrestaurowane.

## Galeria

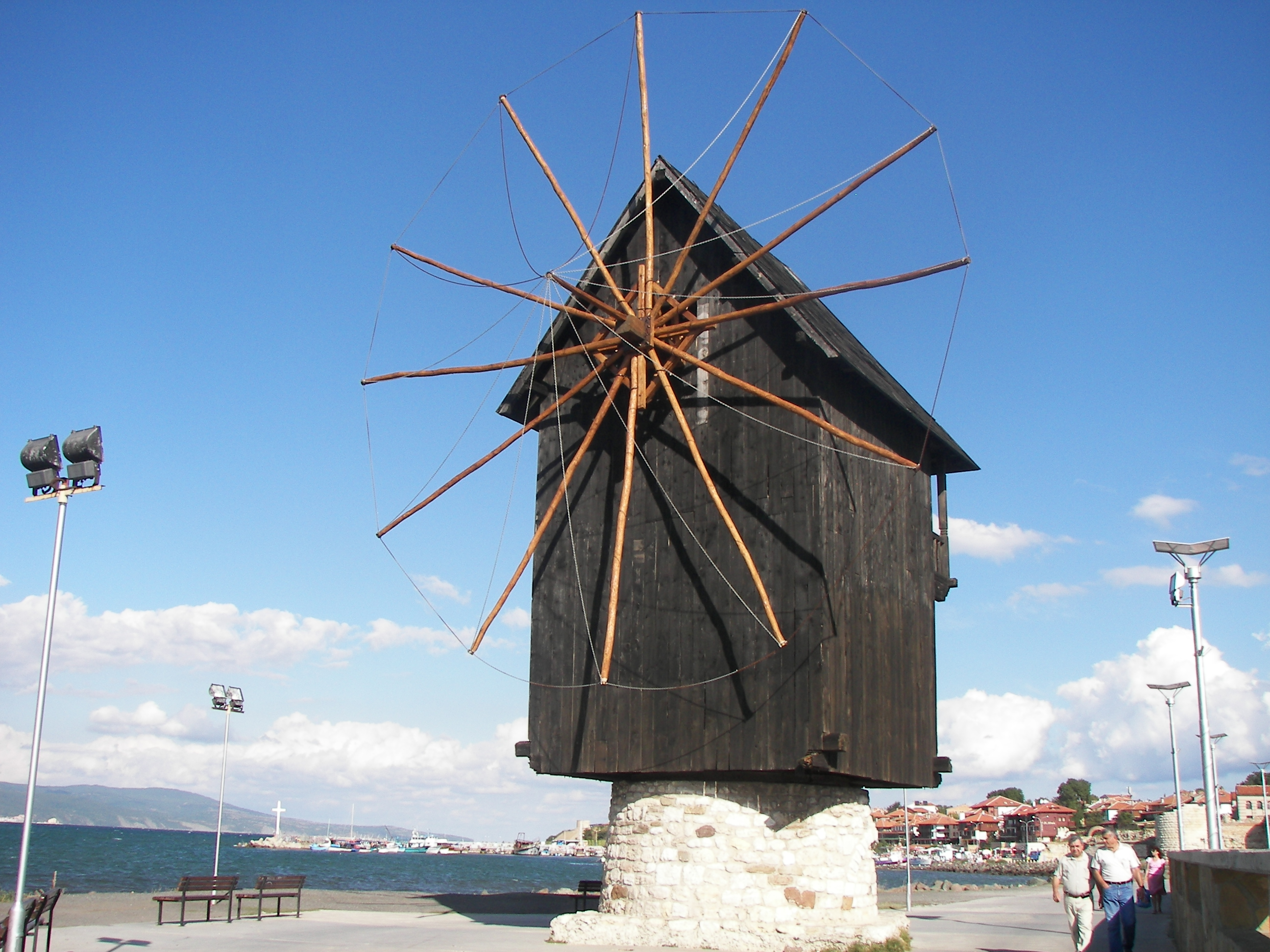
Wiatrak na grobli prowadzącej do starego miasta
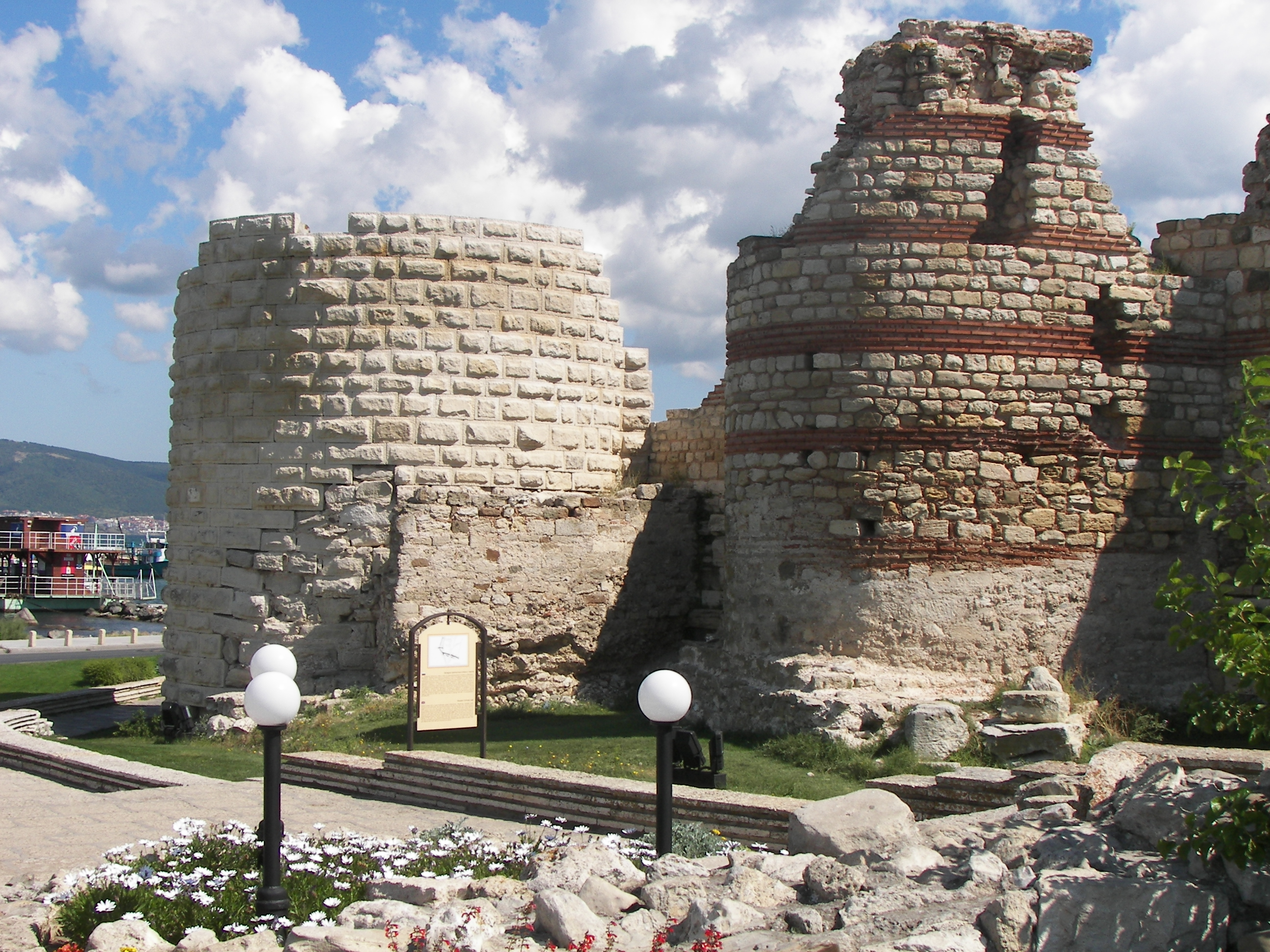
Ruiny fortyfikacji
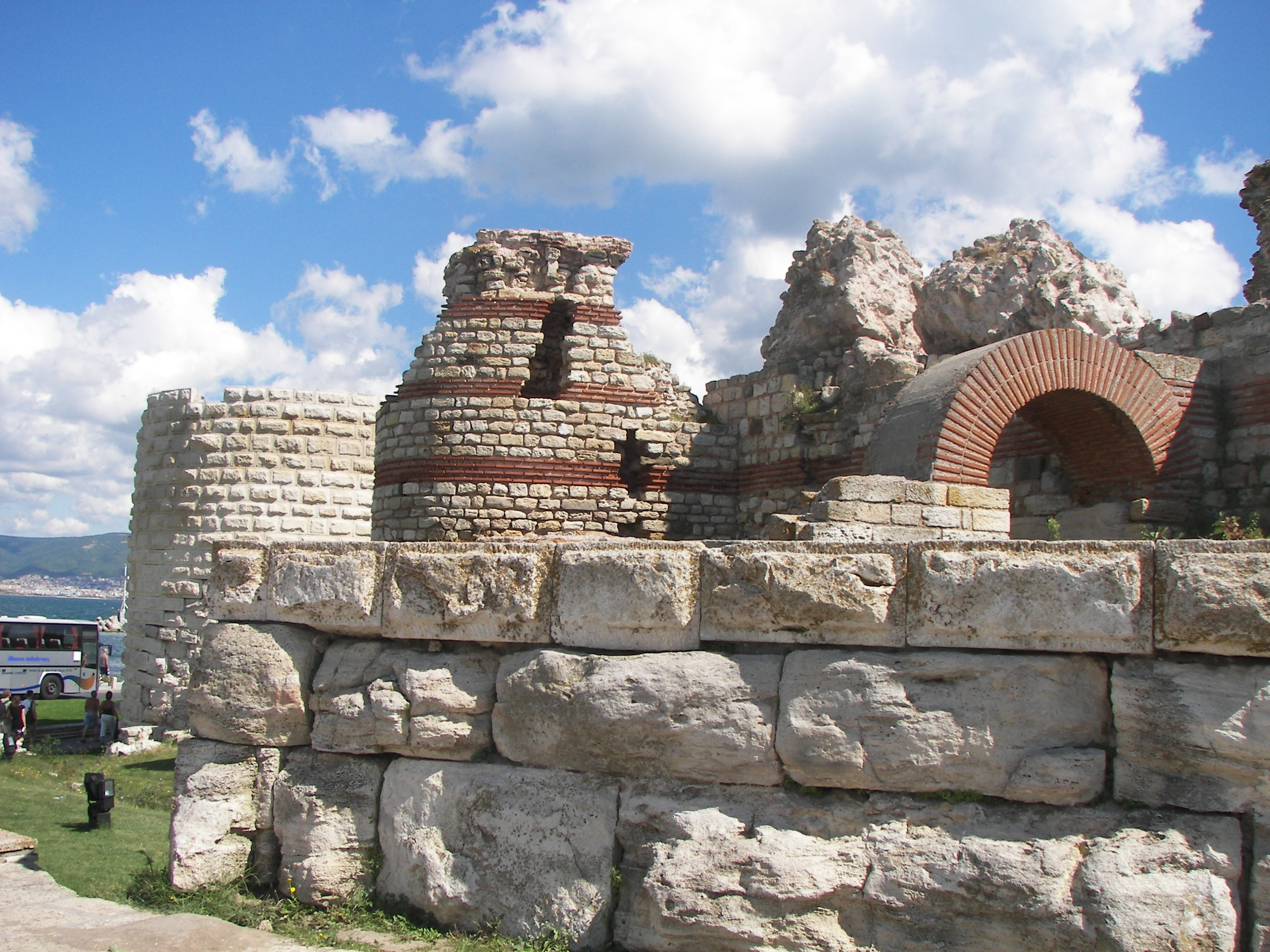
Ruiny fortyfikacji
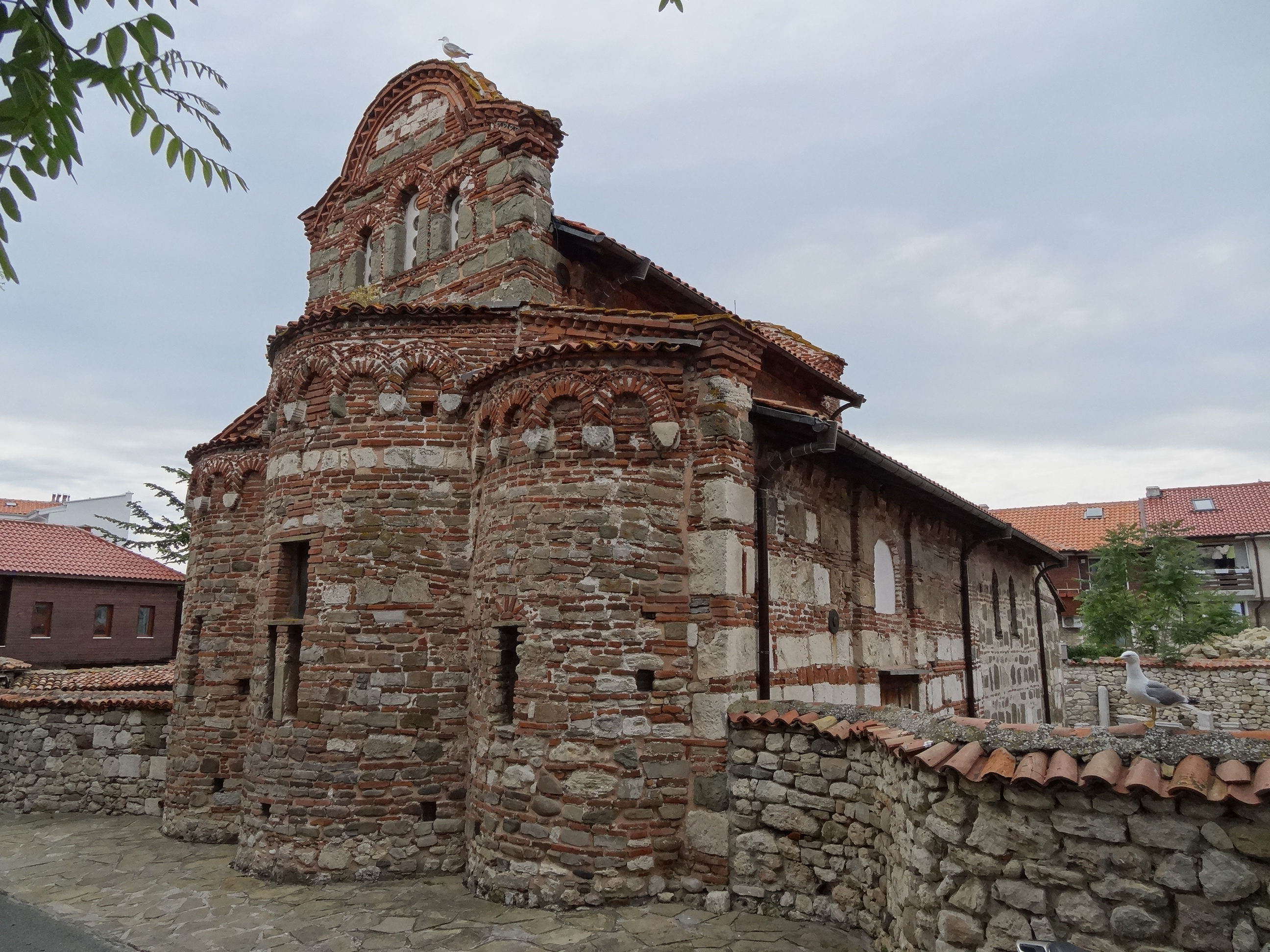
Cerkiew św. Szczepana
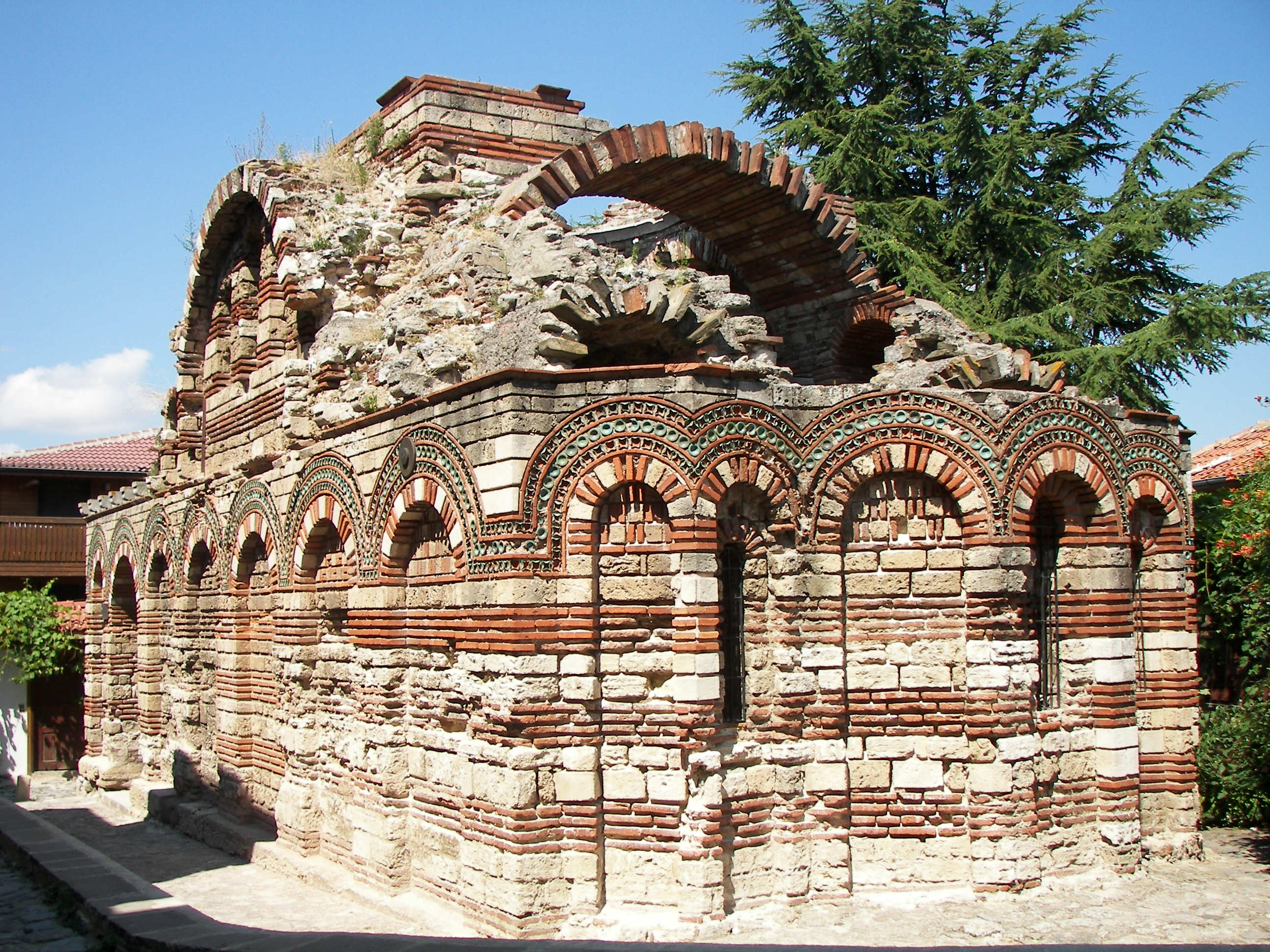
Cerkiew Świętych Archaniołów Michała i Gabriela
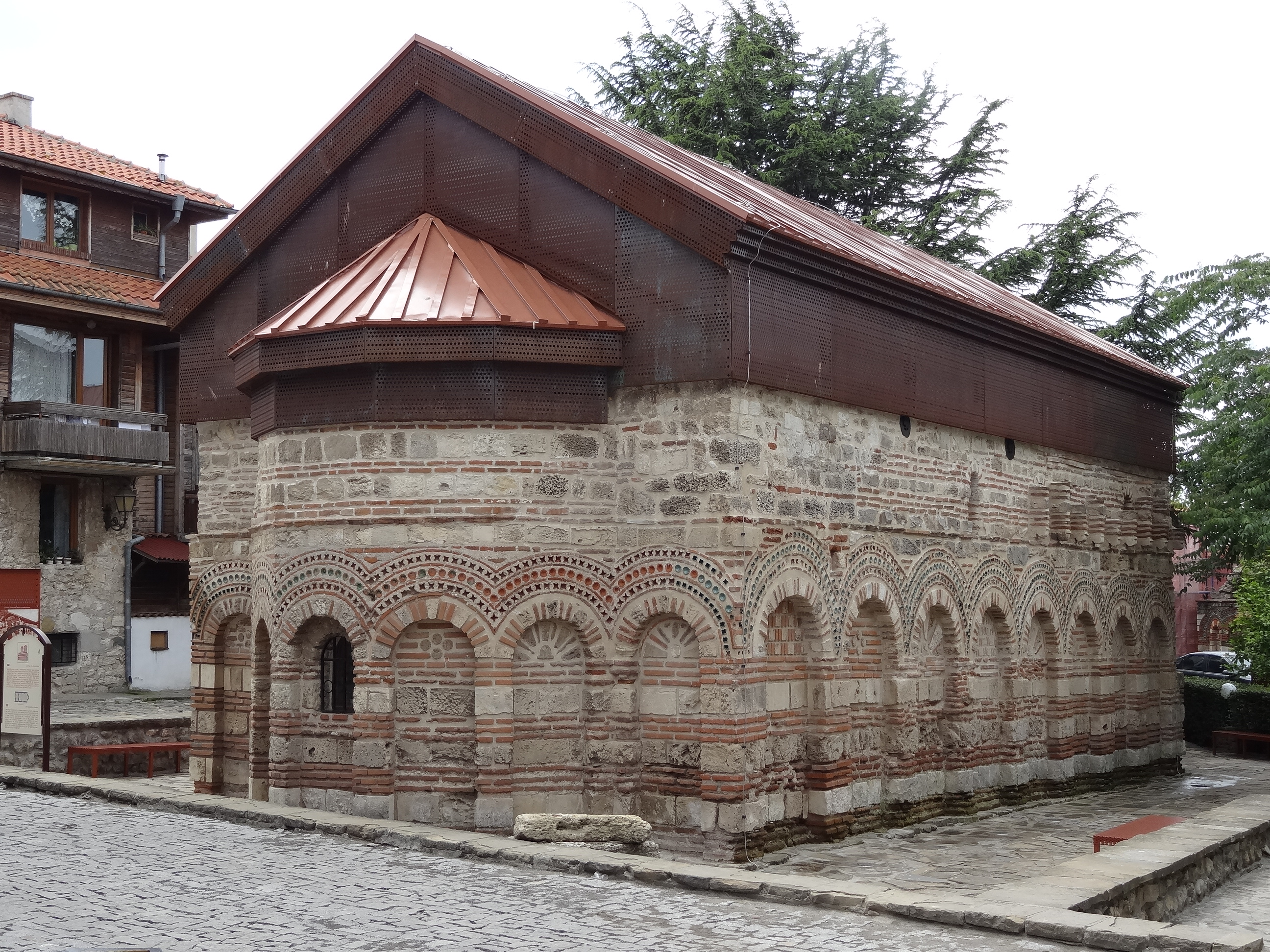
Cerkiew św. Paraskiewy
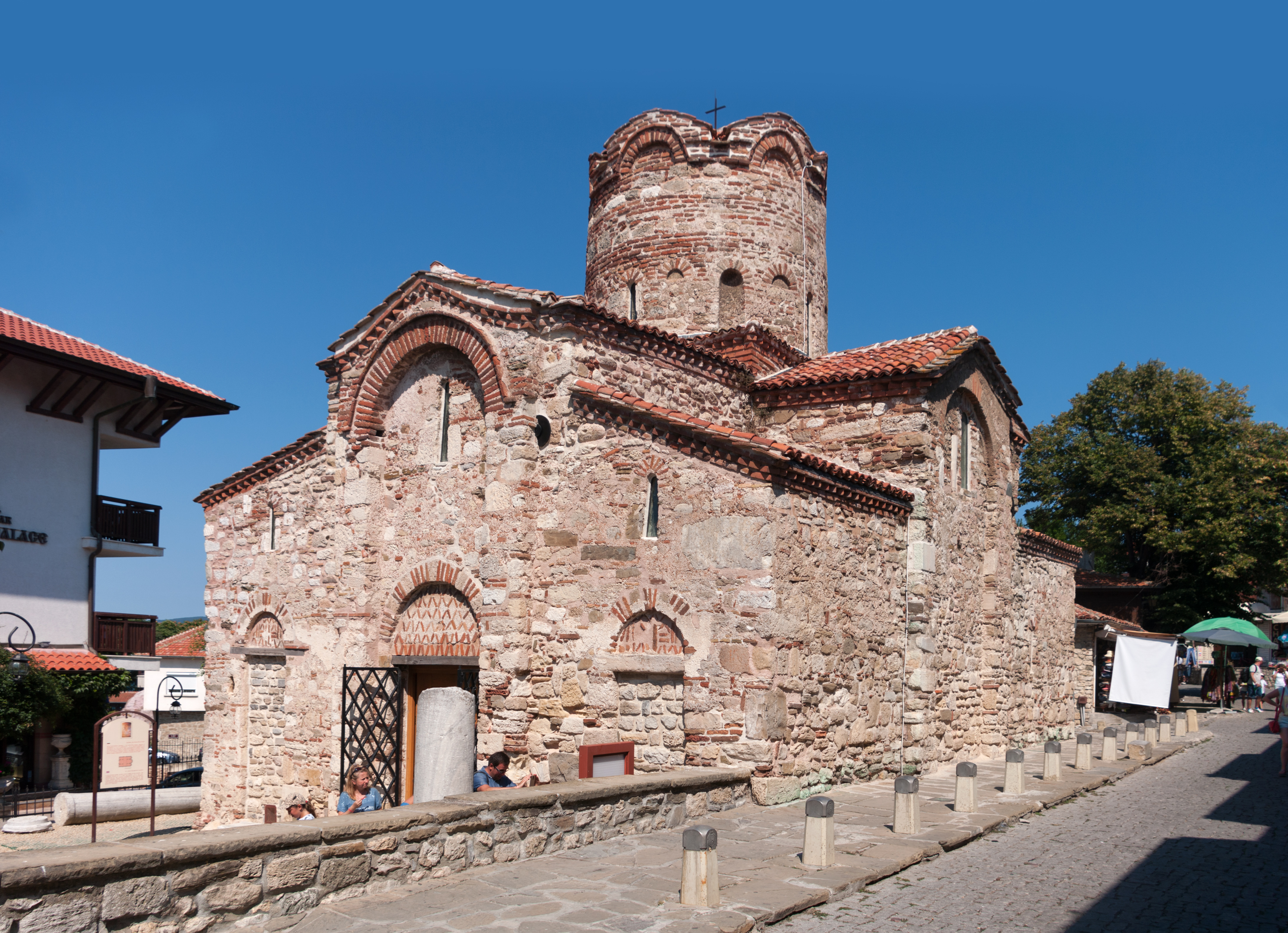
Cerkiew św. Jana Chrzciciela
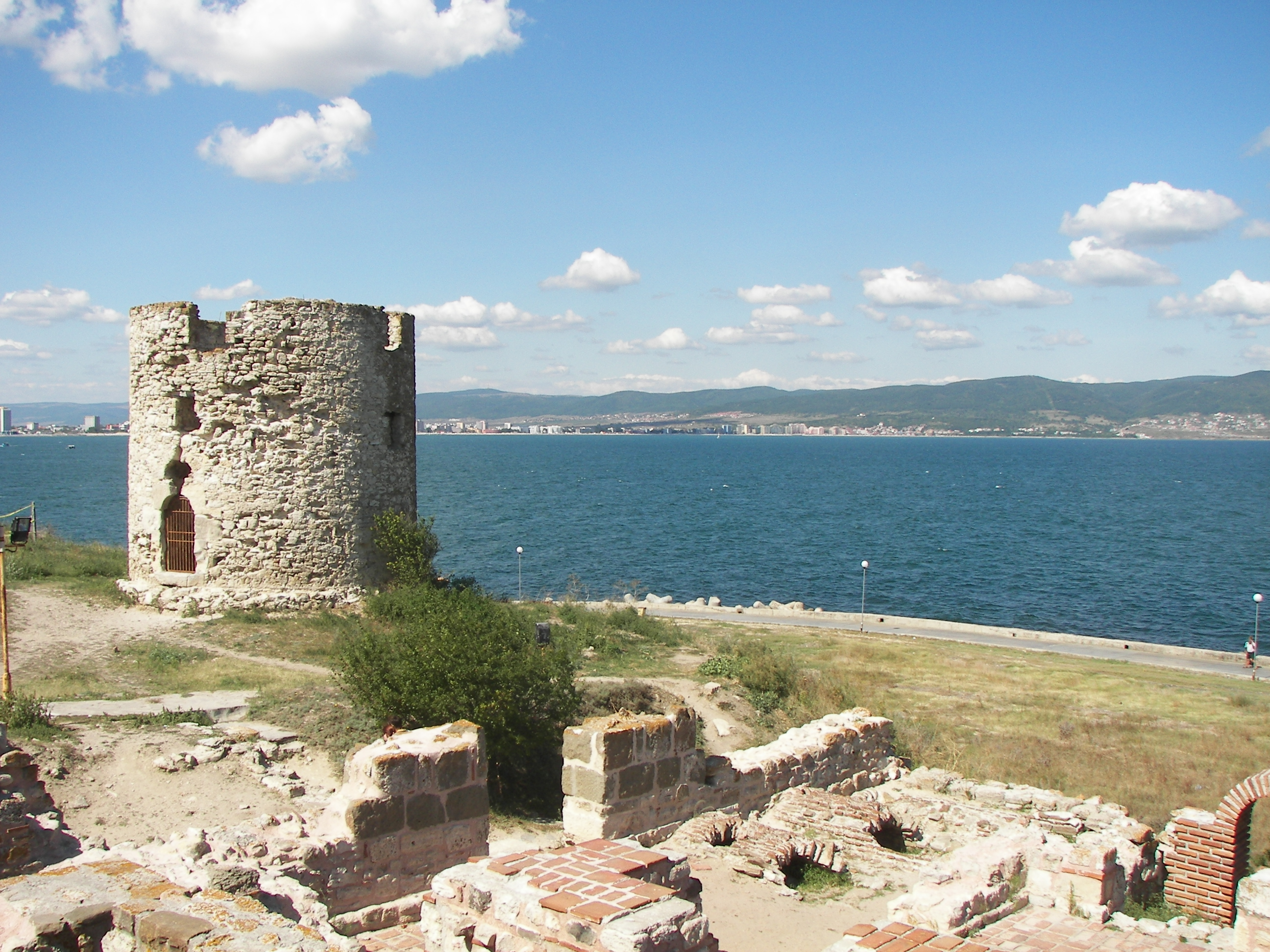
Ruiny wiatraka i cerkwi Matki Boskiej Eleusa
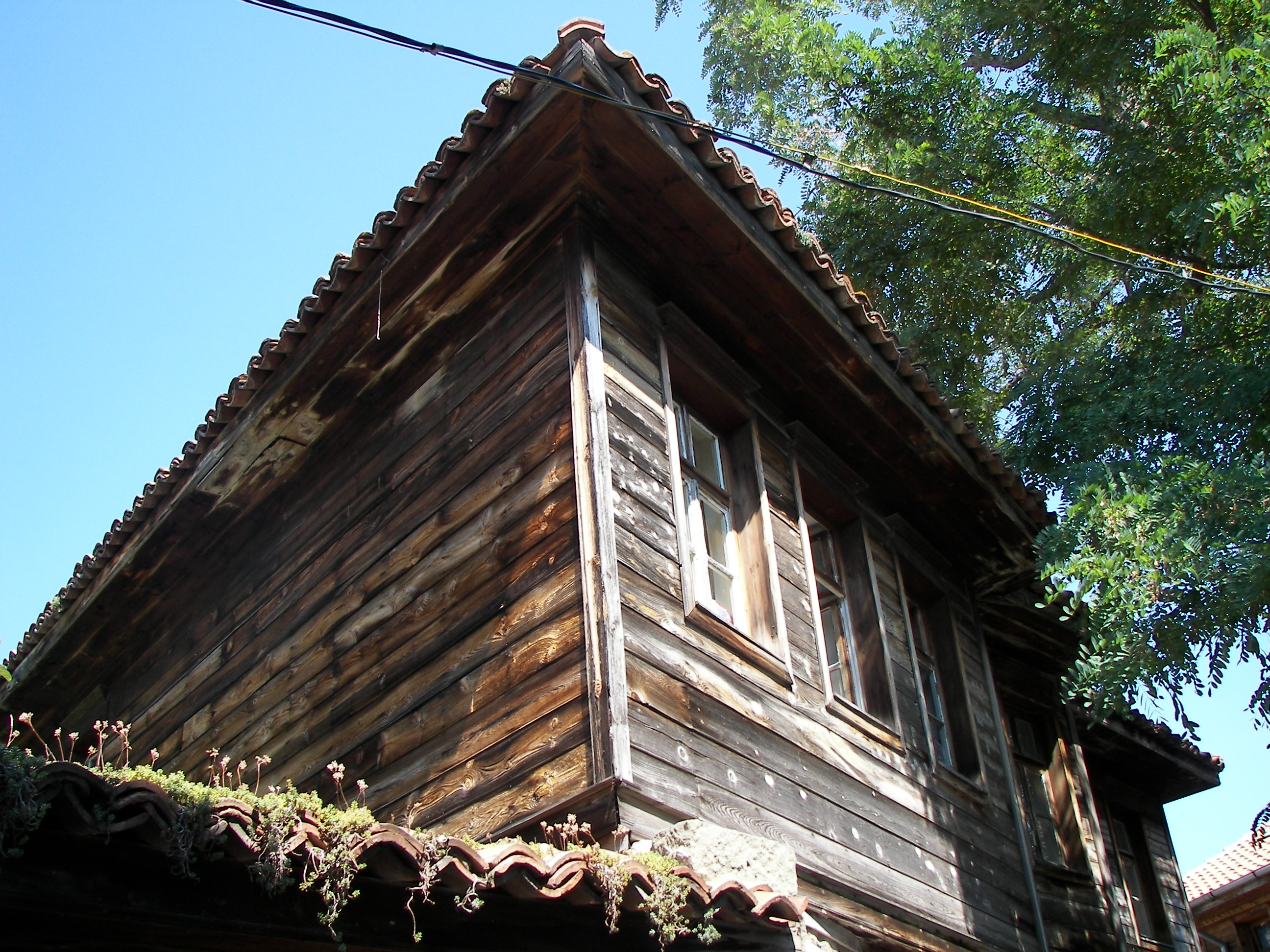
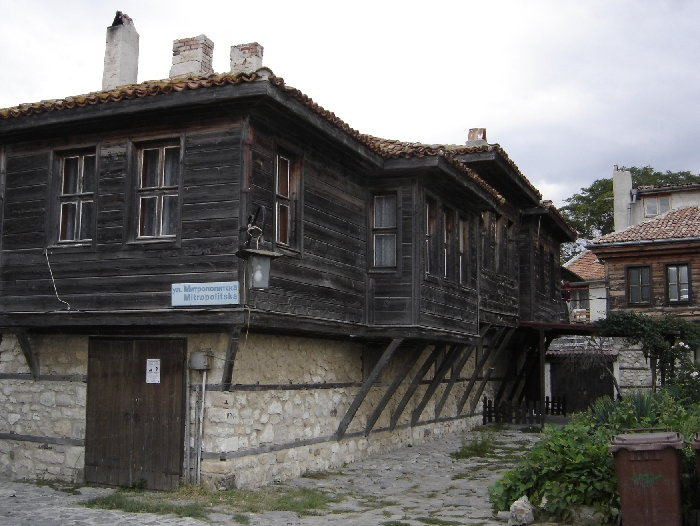